# 大盜狄林傑 (1991年電影)
《大盜狄林傑》（英語：Dillinger）是一部1991年電視電影，由魯伯特·溫賴特執導，馬克·漢蒙飾演約翰·狄林傑。本片於1991年1月6日以ABC週日夜間電影播映。

## 劇情
本片是根據1930年代追捕美國銀行強盜約翰·狄林傑的真實事件而改編的。

## 演員
- 馬克·漢蒙 飾演 約翰·狄林傑
- 雪琳·芬 飾演 比莉·弗萊切特（英语：Evelyn Frechette）
- 威爾·派頓（英语：Will Patton） 飾演 Matt Leach
- 布魯斯·艾伯特 飾演 哈利·皮爾波特（英语：Harry Pierpont）
- 威爾·派頓（英语：Will Patton） 飾演 梅爾文·珀維斯
- 派翠西亞·艾奎特 飾演 Polly Hamilton
- 湯姆·鮑爾（英语：Tom Bower (actor)） 飾演 Capt. Leach
- 山德·貝克利 飾演 Copeland
- Yvonne Suhor（英语：Yvonne Suhor） 飾演 Jacqueline
- 約翰·費爾賓（英语：John Philbin） 飾演 Hamilton
- 艾美·揚斯貝克（英语：Amy Yasbeck） 飾演 Elaine
- David Neidorf 飾演 Clark
- 文斯·愛德華（英语：Vince Edwards） 飾演 Hoover
- 勞倫斯·蒂爾尼（英语：Lawrence Tierney） 飾演 Sheriff Sarber
- Joe Guzaldo 飾演 Sam Cowley

## 外部連結
- 互联网电影数据库（IMDb）上《Dillinger》的资料（英文）
- AllMovie上《Dillinger》的资料（英文）